# 博爾戈馬焦雷
博爾戈馬焦雷（義大利語：Borgo Maggiore，[ˈborɡo ˈmaddʒore]），是圣马力诺共和国的9个市镇（堡）之一，位于圣马力诺中部，蒂塔诺山山下。总面积9.01 km²。总人口6871人（2018年5月），是聖馬利諾人口第二多的聚居地，僅次於多加纳。

## 概述
該地區之前被稱為（“市集”），至今仍然是聖馬利諾最重要的集鎮之一。博爾戈馬焦雷有纜車從蒂塔诺山山腳延伸到聖馬力諾市鎮，並擁有聖馬利諾國內唯一的直升飛機場及唯一的麥當勞。雖然不是人口最多的聚居地，但發達的市場與其和聖馬利諾城的連接，使它成為像城市一樣的購物中心。

## 行政區劃
博爾戈馬焦雷与聖馬利諾、塞拉瓦莱、多马尼亚诺、法埃塔诺、菲奥伦蒂诺以及意大利韦鲁基奥相邻。
博爾戈馬焦雷下轄6個村（curazia）：
- 卡美隆（英语：Cà Melone）、卡里戈（英语：Cà Rigo）、卡伊倫戈（英语：Cailungo）、聖喬凡尼索托萊佩內（英语：San Giovanni sotto le Penne）、瓦爾德拉貢內（英语：Valdragone）、文托索（英语：Ventoso）。

## 社會

### 人口演變
| 年份   | 1986 | 1996 | 2000 | 2010 | 2013 | 2017 | 2018 |
| ------ | ---- | ---- | ---- | ---- | ---- | ---- | ---- |
| 人口數 | 4421 | 5358 | 5591 | 6378 | 6649 | 6924 | 6871 |

## 景點

### 宗教建築
- 古代禱教堂（Antica Chiesa del Suffragio），供奉聖安蒂莫（Sant'Antimo）[3]
- 聖母神慰聖殿（英语：Santuario della Beata Vergine della Consolazione）。
- 瓦爾德拉貢內聖母無玷聖心聖殿（Santuario del Cuore Immacolato di Maria a Valdragone）。

### 其他建築
- 由19世紀建築師弗朗切斯科·阿祖里（英语：Francesco Azzurri）建造的鐘樓（La torre campanaria）。
- 多明尼哥·馬利亞·貝爾佐佩（英语：Domenico Maria Belzoppi）故居。

## 名人
- 亚历山德拉·佩里利（1988－），聖馬利諾射手
- 曼努埃爾·波傑蒂（英语：Manuel Poggiali）（1983－），聖馬利諾摩托賽車手

## 姊妹市
- 馬爾他祖里格，2000年締結[4]
- 義大利卡塔尼亞，2015年締結[5]

## 外部鏈結
- .   [2019-06-12]. （原始内容存档于2014-10-07） （英语及意大利语）.